# Kick Off Your Muddy Boots
Kick Off Your Muddy Boots è un disco del 1975 della Graeme Edge Band, gruppo fondato da Graeme Edge, batterista della band rock inglese dei Moody Blues.

## Tracce
1. Bareback Rider
2. In Dreams
3. Lost in Space
4. Have You Ever Wondered
5. My Life's Not Wasted
6. Tunnel
7. Gew Janna Woman
8. Shotgun
9. Somethin' We'd Like to Say

## Formazione
- Graeme Edge: Batteria
- Adrian Gurvitz: Chitarra, Tastiera, Voce
- Paul Gurvitz: Basso, Voce